# روز اول (ترانه)
«روز اول»(به فرانسوی: Jour 1) تک‌آهنگی از هنرمند اهل فرانسه لوان امرا است که در ۲۴ مارس ۲۰۱۴ منتشر شد.
این تک‌آهنگ در چارت‌های والونیا، فرانسه جزو ده ترانه اول قرار گرفت.